# Liste des fontaines du 11e arrondissement de Paris

Cet article recense les fontaines du 11e arrondissement de Paris, en France.

## Statistiques
Trois fontaines sont protégées au titre des monuments historiques : 

- la fontaine Trogneux[2],
- de Montreuil (ancienne)[3],
- et de la Roquette[4].

## Liste
| Fontaine                                             | Localisation                                       | Coordonnées                 | Auteur(s)                                                          | Date      | Illus. |
| ---------------------------------------------------- | -------------------------------------------------- | --------------------------- | ------------------------------------------------------------------ | --------- | ------ |
| Fontaine de l'Allégorie de la Liberté                | Place Léon-Blum                                    | 48° 51′ 28″ N, 2° 22′ 49″ E | Bernard Fonquernie (architecte) Marcello Tommasi (sculpteur)       | 1983-2006 |        |
| Fontaine du Basfroi                                  | Rue Basfroi Rue de Charonne                        | 48° 51′ 13″ N, 2° 22′ 49″ E | Jean Beausire (architecte)                                         | 1719      |        |
| Fontaine de la Cité Beauharnais                      | Cité Beauharnais Rue Neuve-des-Boulets             | 48° 51′ 14″ N, 2° 23′ 27″ E |                                                                    | 1986-1988 |        |
| Fontaine de l'Impasse-des-Jardiniers                 | Passage Dumas                                      | 48° 51′ 08″ N, 2° 23′ 32″ E | Jean Rechstener (architecte) Michel Mourouc (paysagiste)           | 1992      |        |
| Fontaine Louis Dejean                                | Square de la Place-Pasdeloup                       | 48° 51′ 48″ N, 2° 22′ 01″ E | Jean Camille Formigé (architecte) Charles-Louis Malric (sculpteur) | 1906      |        |
| Fontaine du square Marcel-Rajman                     | Square Marcel-Rajman rue de la Roquette            |                             |                                                                    |           |        |
| Fontaine de la Petite-Halle ou fontaine de Montreuil | 184 rue du Faubourg Saint-Antoine rue de Montreuil | 48° 51′ 01″ N, 2° 23′ 01″ E | Jean Beausire (architecte)                                         | 1724      |        |
| Fontaine du square Raoul-Nordling                    | Square Raoul-Nordling 36 rue Saint-Bernard         | 48° 51′ 09″ N, 2° 22′ 52″ E |                                                                    | 2007      |        |
| Fontaines de la place de la République               | Place de la République                             | 48° 52′ 02″ N, 2° 21′ 52″ E |                                                                    | 1883      |        |
| Fontaines du boulevard Richard-Lenoir                | Boulevard Richard-Lenoir                           | 48° 51′ 36″ N, 2° 22′ 20″ E | David Mangin (architecte) Jacqueline Osty (paysagiste)             | 1990      |        |
| Fontaine de la Roquette ou fontaine Molinos          | 68-70 rue de la Roquette                           | 48° 51′ 20″ N, 2° 22′ 29″ E |                                                                    | 1846      |        |
| Fontaine Trogneux ou fontaine de Charonne            | Rue du Faubourg-Saint-Antoine Rue de Charonne      | 48° 51′ 07″ N, 2° 22′ 26″ E | Jean Beausire (architecte)                                         | 1721      |        |